# 隆德大学主楼
 隆德大学主楼 始建于1874年，由设计师Helgo Zettervall操刀设计，他还积极参加了瑞典大教堂的大规模翻新工程。他最初提议新建的大楼应有多个拱形门廊，但最后的设计方案中这些拱门都被去掉了。在此之后，由于经费问题，大楼的建设曾一度停摆。在1877年，瑞典议会向隆德大学拨款45万瑞典克朗，而后大楼的建造得以顺利进行。最终，大楼于1882年9月27日正式竣工，瑞典国王奥斯卡二世亲自参加了揭幕式。其建设是为了承担由于学生数量迅速增加而不能容纳大量学生的旧楼的相关功能。新楼位于老建筑的北侧。
大楼所属的隆德大学建于1666年，是欧洲最古老的大学之一，同时也是斯堪的纳维亚半岛上最大的高等教育与学术研究机构。作为瑞典顶尖的学府，隆德大学在世界各类大学排名榜上位居前列。在QS排名上，隆德大学是世界排名第六十、欧洲排名前二十的大型高等学府。
该大楼的设计灵感来源于设计师Helgo Zettervall对古典主义的坚持, 以拱柱结构为主要特点。内部有教室、教师办公室和行政管理办公室。在建筑的外立面上则有丰富的装饰，并带有隆德大学的符号。此外，大楼楼顶原有四个小雕像，但在建成30年后由于质量原因而被换下。在上世纪90年代时，四个新的雕像又被重新放在了屋顶，以供观瞻。不过，作为Zettervall的建筑作品，隆德大学主楼的设计也受到了一些批评，认为其缺乏整体协调性。

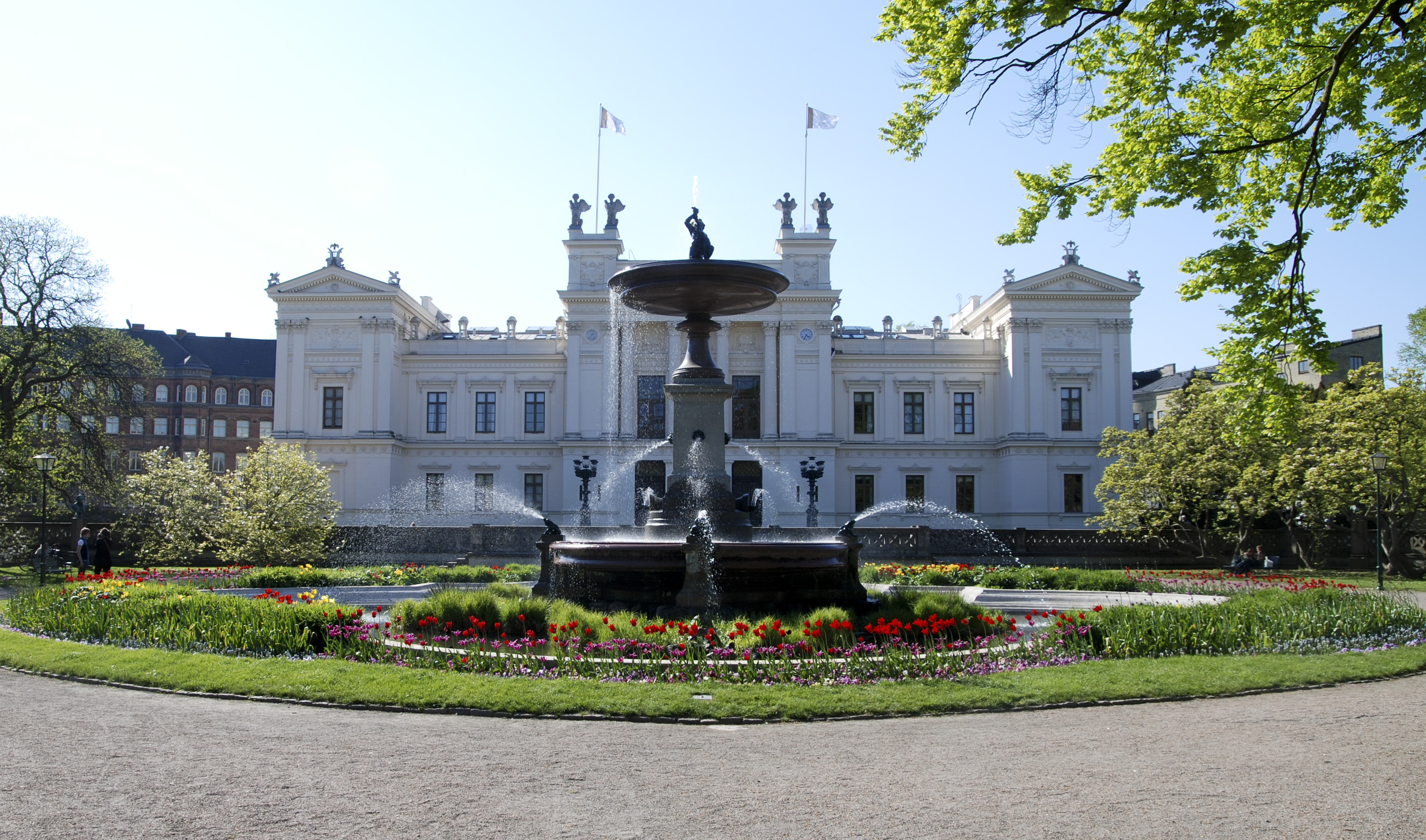
正面
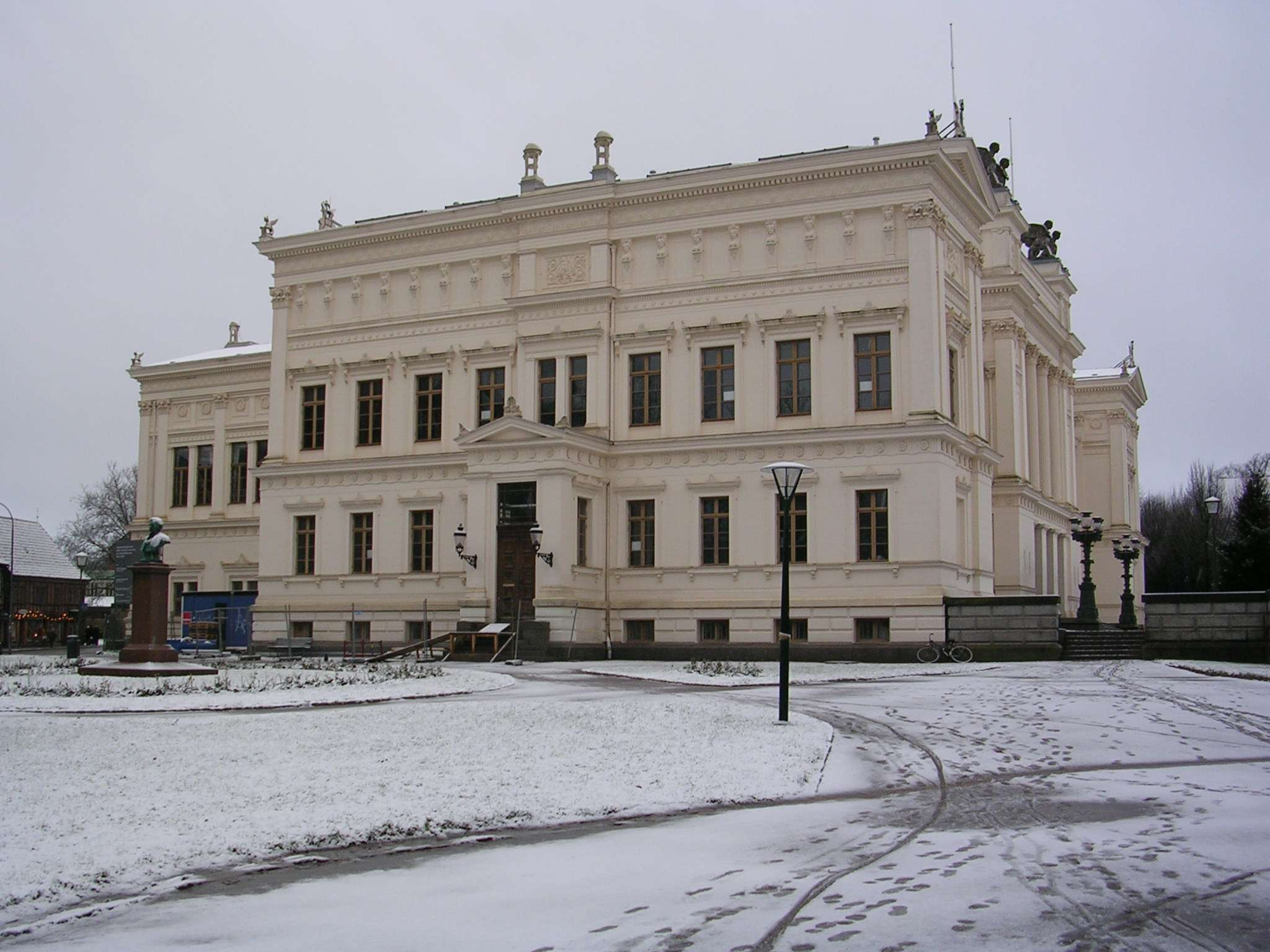
南侧
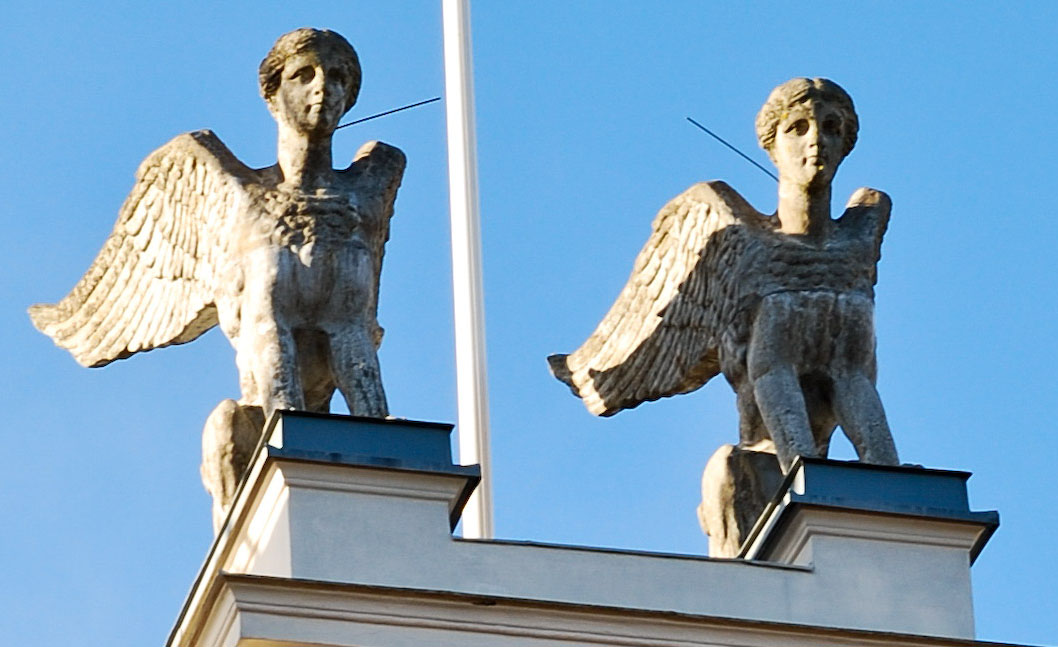
楼顶雕像